# Paul Kronenberg

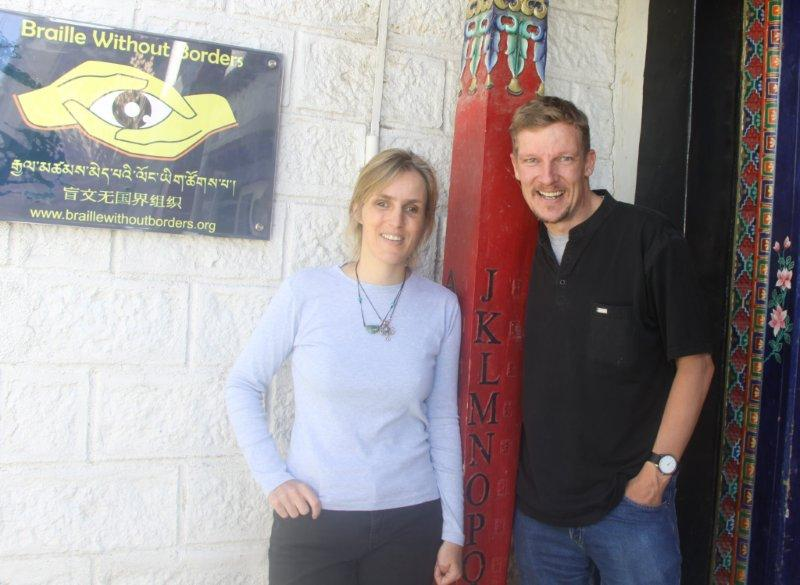
Paul Kronenberg (rechts)

Paul Kronenberg (Venray, 1968) is een Nederlands ontwikkelingswerker in Tibet. Hij is medeoprichter van Braille Without Borders.
Kronenberg studeerde besturingstechniek, commerciële techniek en informatica aan de middelbare technische school en communicatiesystemen aan de Hogeschool Utrecht. Al tijdens zijn studie werkte hij voor verschillende ontwikkelingsprojecten in Afrika, Oost-Europa en China.
Eind jaren negentig was hij voor het Zwitserse Rode Kruis in Shigatse voor de oprichting van een hulpcentrum bij rampen en een trainingscentrum voor traditionele Tibetaanse geneeskunde. Hier zette hij samen met de blinde Duitse Sabriye Tenberken, die in Lhasa in 1997 de School for the blind had opgericht, in 1998 de organisatie Project for the Blind, Tibet. In 2002 veranderden ze de naam van de organisatie naar Braille Without Borders. Omdat het Tibetaans nog geen eigen brailleschrift kende, introduceerden ze het Tibetaans braille zoals Tenberken dit in 1992 tijdens haar eigen studie had ontwikkeld.
Samen met Tenberken en tieners van de blindenschool in Lhasa begon hij met een filmteam aan de beklimming van de Mount Everest. Hierbij werden ze begeleid door de eerste blinde Everest-bergklimmer Erik Weihenmayer en een Amerikaanse filmploeg. Vanwege slechte weersomstandigheden moesten ze deze tocht echter afbreken. Van deze klim werd door de Britse filmregisseur Lucy Walker de documentaire Blindsight gemaakt. Deze documentaire ontving meerdere prijzen.